# Howard Petrie
Howard Petrie, né à Beverly, Massachusetts (États-Unis) le  22 novembre 1906, et mort à Keene (New Hampshire) le 24 mars 1968, est un acteur américain.

## Biographie
Il tourna dans de nombreux westerns.

## Filmographie partielle
- 1950 : L'Étranger dans la cité (Walk Softly, Stranger), de Robert Stevenson : Bowen
- 1951 : Discrétion assurée (No Questions Asked) d'Harold F. Kress
- 1951 : The Racket de John Cromwell
- 1952 : Au pays de la peur (The Wild North), d'Andrew Marton : Max Brody, un chercheur d'or
- 1952 : Les Conducteurs du diable (Red Ball Express), de Budd Boetticher : Général Gordon
- 1952 : L'Homme à la carabine (Carbine Williams), de Richard Thorpe : Le shérif
- 1952 : Les Affameurs (Bend of the River), d'Anthony Mann : Tom Hendricks
- 1953 : Toutes voiles sur Java (Fair Wind to Java), de Joseph Kane : Reeder
- 1954 : Le Signe du païen (Sign of the Pagan), de Douglas Sirk : Gundahar, roi des Khazars
- 1954 : Les Rebelles (Border River), de George Sherman : Newlund
- 1954 : Terreur à l'ouest (The Bounty Hunter), d'André de Toth : Shérif Brand
- 1955 : Deux Filles en escapade (How to Be Very, Very Popular) de Nunnally Johnson
- 1955 : La Loi du plus fort (Timberjack) de Joseph Kane
- 1955 : Les Rôdeurs de l'aube (Rage at Dawn), de Tim Whelan : L'avocat Lattimore
- 1956 : Baiser mortel (A Kiss Before Dying), de Gerd Oswald : Le chef de la police
- 1956 : Johnny Concho, de Don McGuire : Joe Helguson
- 1956 : La Horde sauvage (The Maverick Queen), de Joseph Kane : Butch Cassidy
- 1957 : Du sang dans le désert (The Tin Star), d'Anthony Mann : Harvey King

## Télévision
- 1959 : Au nom de la loi  saison 2 épisode 13 (Piste sans retour/No trail back) : Sheriff Akers
- 1960 : Au nom de la loi  saison 2 épisode 18 (Angela) : Sam Pryor